# Eternity (film, 2010)
Pour les articles homonymes, voir Eternity.
Pour plus de détails, voir Fiche technique et Distribution.
Eternity (ที่รัก, Tee rak) est un film dramatique et romantique réalisé par Sivaroj Kongsakul sorti en 2010.

## Synopsis
Wit roule en moto sur les routes de la silencieuse campagne thaïlandaise. Il est dans un autre monde : il est mort depuis trois jours. Soudainement les souvenirs de son amour pour la jolie Koi lui reviennent à l'esprit et le hantent...

## Fiche technique
- Titre international : Eternity
- Titre original : ที่รัก (Tee rak[3])
- Réalisateur : Sivaroj Kongsakul (ศิวโรจณ์ คงสกุล)
- Scénariste : Sivaroj Kojgsakul
- Producteurs : Aditya Assarat (อาทิตย์ อัสสรัตน์), Soros  Sukhum (โสฬส สุขุม), Umpornpol  Yugala (อัมพรพล ยุคล)
- Directeur de la photographie : Umpornpol Yugala
- Ingénieurs du son : Akritchalerm Kalayanamitr (อัคริศเฉลิม กัลยาณมิตร), Teekhadet  Vucharadhanin (ทีฆะเดช วัชรธานินท์), Paisit Punprueksachart (ไพสิฐ พันธุ์พฤกษชาติ)
- Musique : Qong Monkon (ฆ้อง มงคล)
- Monteurs : Sivaroj Kongsakul (ศิวโรจณ์ คงสกุล) , Nuttorn Kungwanklai (ณัฎฐ์ธร กังวาลไกล)
- Pays :  Thaïlande
- Genre : Drame, romance
- Durée : 105 minutes[4]
- Date de sortie : 2010

## Distribution
- Wanlop Rungkamjad (วัลลภ รุ่งกำจัด) : Wit
- Namfon Udomlertlak (น้ำฝน อุดมเลิศลักษณ์) : Koy
- Prapas Amnuay (ประภาส อำนวย) : Wit (père)
- Pattraporn Jaturanrasmee (พัสตราภรณ์ จาตุรันต์รัศมี) : Koy (mère)[5]

## Prix et distinctions
- Festival international du film de Rotterdam 2011[6] : Tigre d'or[7],[8]
- Festival du film asiatique de Deauville 2011[9] : Lotus du meilleur film[10]